# Malvoideae
Malvoideae is een onderfamilie uit de kaasjeskruidfamilie (Malvaceae). De meeste soorten uit de onderfamilie zijn houtige planten.

## Geslachten
- Tribus Malveae J.Presl
  - Abutilon Mill.
  - Acaulimalva Krapov.
  - Akrosida Fryxell & Fuertes
  - Alcea L.
  - Allosidastrum (Hochr.) Krapov. et al.
  - Allowissadula D.M.Bates
  - Althaea L.
  - Andeimalva J.A.Tate
  - Anisodontea C.Presl
  - Anoda Cav.
  - Azanza Alef.
  - Asterotrichion Klotzsch
  - Bakeridesia Hochr.
  - Bastardia Kunth
  - Bastardiastum (Rose) D.M.Bates
  - Bastardiopsis (K.Schum.) Hassl.
  - Batesimalva Fryxell
  - Billieturnera Fryxell
  - Briquetia Hochr.
  - Callirhoe Nutt.
  - Calyculogygas Krapov.
  - Calyptraemalva Krapov.
  - Corynabutilon (K.Schum.) Kearney
  - Cristaria Cav.
  - Dendrosida J.E.Fryxell
  - Dirhamphis Krapov.
  - Eremalche Greene
  - Fryxellia D.M.Bates
  - Fuertesimalva Fryxell
  - Gaya Kunth
  - Gynatrix Alef.
  - Herissantia Medik.
  - Hochreutinera Krapov.
  - Hoheria A.Cunn.
  - Horsfordia A.Gray
  - Iliamna Greene
  - Kearnemalvastrum D M.Bates
  - Kitaibela Willd.
  - Krapovickasia Fryxell
  - Lavatera L.
  - Lawrencia Hook.
  - Lecanophora Speg.
  - Malacothamnus Greene
  - Malope L.
  - Malva L.
  - Malvastrum A.Gray
  - Malvella Jaub. & Spach
  - Meximalva Fryxell
  - Modiola Moench
  - Modiolastrum K.Schum.
  - Monteiroa Krapov.
  - Napaea L.
  - Neobaclea Hochr.
  - Neobrittonia Hochr.
  - Nototriche Turcz.
  - Palaua Cav.
  - Periptera DC.
  - Phymosia Desv. ex Ham.
  - Plagianthus J.R.Forst. & G.Forst.
  - Pseudabutilon R.E.Fr.
  - Rhynchosida Fryxell
  - Robinsonella Rose & Baker f.
  - Sida L.
  - Sidalcea A.Gray
  - Sidasodes Fryxell & Fuertes
  - Sidastrum Baker f.
  - Sphaeralcea A. St.-Hil.
  - Tarasa Phil.
  - Tetrasida Ulbr.
  - Wissadula Medik.
- Tribus Gossypieae Alef.
  - Alyogyne Alef.
  - Cephalohibiscus Ulbr.
  - Cienfuegosia Cav.
  - Gossypioides Skovst. ex J.B.Hutch.
  - Gossypium L.
  - Hampea Schltdl.
  - Kokia Lewton
  - Lebronnecia Fosberg
  - Thepparatia Phuph
  - Thespesia Sol. ex Corrêa
- Tribus Hibisceae
  - Abelmoschus Medik.
  - Anotea Kunth
  - Cenocentrum Gagnep.
  - Decaschistia Wight & Arn.
  - Fioria Mattei
  - Goethea Nees
  - Helicteropsis Hochr.
  - Hibiscadelphus Rock
  - Hibiscus L.
  - Humbertianthus Hochr.
  - Humbertiella Hochr.
  - Kosteletzkya C.Presl
  - Macrostelia Hochr.
  - Malachra L.
  - Malvaviscus Fabr.
  - Megistostegium Hochr.
  - Papuodendron C.T.White
  - Pavonia Cav.
  - Peltaea (C.Presl) Standl.
  - Perrierophytum Hochr.
  - Phragmocarpidium Krapov.
  - Radyera Bullock
  - Rojasimalva Fryxell
  - Senra Cav.
  - Symphyochlamys Gürke
  - Talipariti Fryxell
  - Urena L.
  - Wercklea Pittier & Standl.
- Tribus Kydieae J.Presl
  - Dicellostyles Benth.
  - Julostylis Thwaites
  - Kydia Roxb.
  - Nayariophyton T.K.Paul

Zonder tribus
- Howittia F.Muell.
- Jumelleanthus Hochr.